# Historicky poučená interpretace

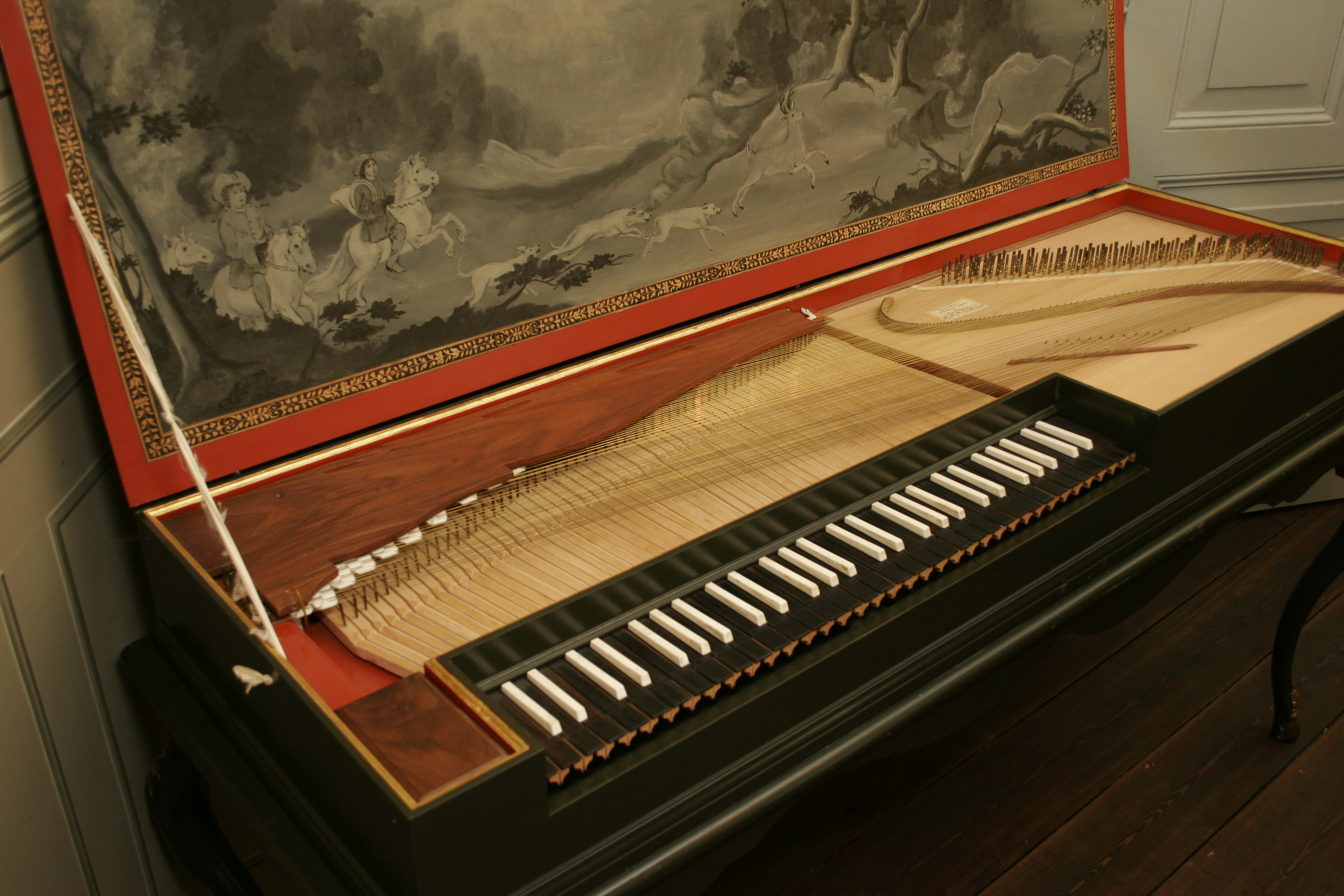
Klavichord, příklad dobového hudebního nástroje

Historicky poučená interpretace, někdy též autentická interpretace či dobová interpretace apod., je trend rozšířený především v hudbě středověké, renesanční, barokní (stále více ale též klasicistní i romantické), kdy hudebníci hrají hudební skladby na původní historické, restaurované nástroje či na nově vytvořené repliky dobových nástrojů, pro které byly původně napsané. Jedná se zde o tzv. provedení skladeb "na autentické hudební nástroje" a se zohledněním dostupných znalostí tehdejší provozovací praxe. Jejím smyslem je pokus o interpretaci hudebních skladeb v té podobě, v jaké původně mohly znít v době svého vzniku.

## Seznam historických nástrojů

### Renesance (1400–1600)

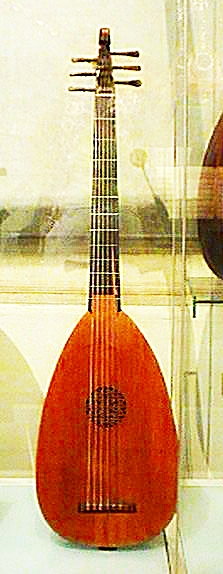
Galizona (mandor) v Českém muzeu hudby v Praze

#### Strunné nástroje

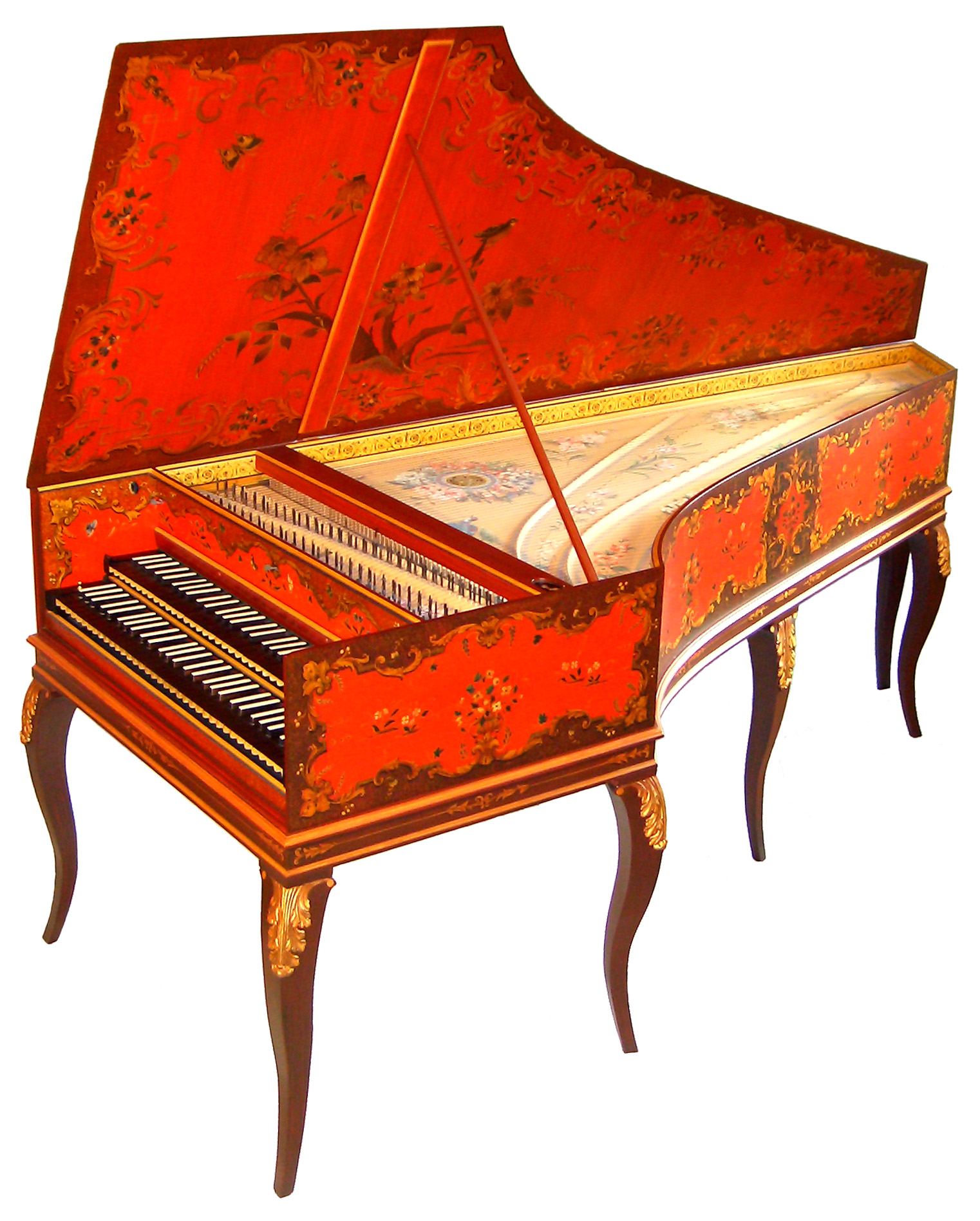
Dvoumanuálové cembalo podle Jeana-Clauda Goujona (1749).

- housle
- viola da gamba
- viola
- violoncello
- lira da braccio
- kontrabas
- violon
- loutna
- theorba
- arciloutna
- kvinterna
- galizona (mandor)
- harfa
- cetera
- vihuela

#### Dřeva
- kornamusa
- cromorne
- krumhorn
- vzdušnicová šalmaj (též šrajfajf)
- zobcová flétna
- šalmaj
- dulcian

#### Žestě
- trubka
- cink (kornet)
- barokní pozoun (sackbut)
- serpent
- přirozený roh
- snižcová trubka
- přirozená trubka
- roh
- krumhorn
- cink

#### Klávesové nástroje
- klavichord
- cembalo
- virginal
- ottavino
- organum (pozdější varhany)

#### Bicí nástroje
- bubny
- tympány
- činely
- basový buben
- tabur (tabor)

### Baroko (1600–1750)

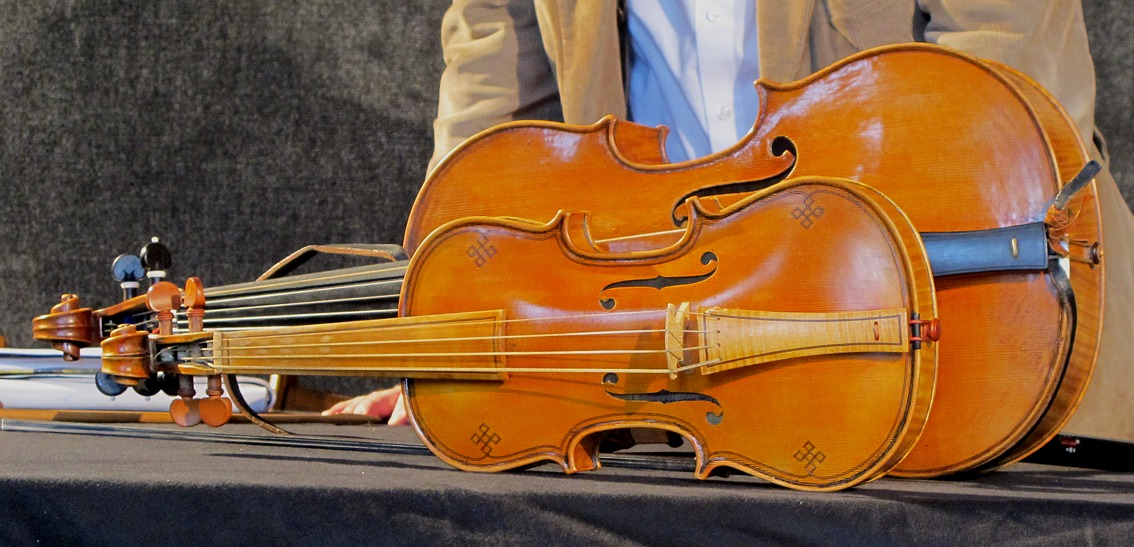
Barokní housle a violoncello da spalla nebo viola da spalla (viloncello bylo při hře často upevněno řemínkem k hrudníku nebo rameni)

#### Strunné nástroje
- violino piccolo
- housle
- viola da gamba
- viola
- milostná viola (viola d'amore)
- viola pomposa
- tenorové housle
- violoncello
- violoncello piccolo
- kontrabas
- colascione
- violon
- loutna
- theorba
- arciloutna
- andělka
- mandor
- mandolína
- mandola
- barokní kytara
- harfa
- hurdy-gurdy

#### Dřeva
- barokní flétna
- chalumeau
- kortholt (někdy též cortholt, curtall apod. ze skupiny hobojů)
- dulcian
- barokní hoboj
- ranket (rackett)
- zobcová flétna
- milostný hoboj (hoboj/oboe d'amore)
- lovecký hoboj (hoboj/oboe da caccia)
- kontrafagot
- taille (hoboj)
- anglický roh

#### Žestě
- barokní trubka,
- cink,
- serpent,
- přirozený roh,
- snižcová trubka
- poštovní roh
- přirozená trubka
- roh
- pozoun (trombon)

#### Klávesové nástroje
- klavichord
- cembalo
- spinet
- varhany

#### Bicí nástroje
- bubny
- tympány
- činely
- basový buben
- tabur
- vířivý buben

### Klasicismus (1750–1820)

#### Strunné nástroje
- housle
- viola
- violoncello
- kontrabas
- kytara
- mandolína

#### Dřeva
- basetový klarinet
- basetový roh

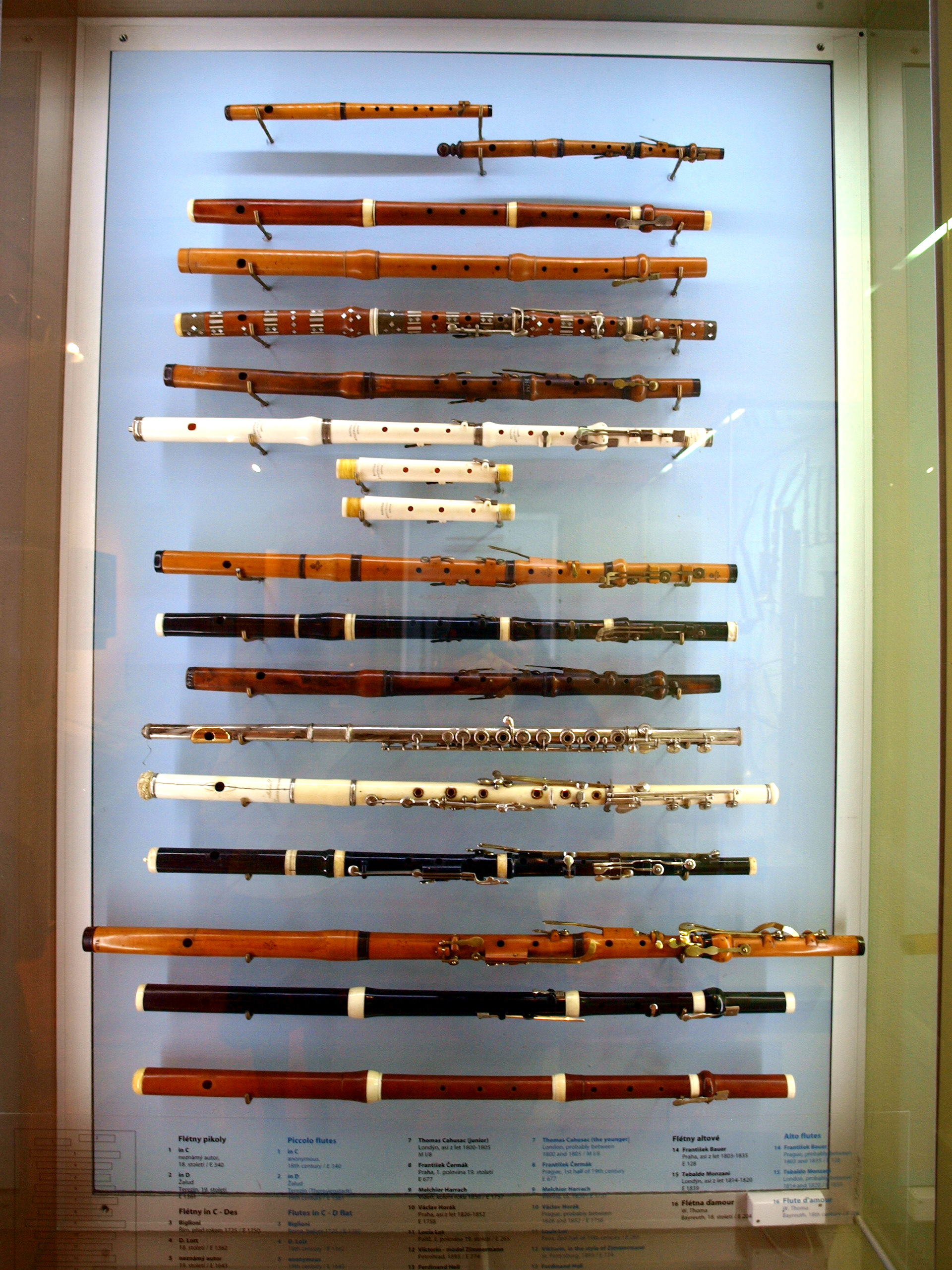
Flétny v oddělení dechových nástrojů Českého muzea hudby v Praze

- milostný klarinet (clarinette d'amour)
- klarinet
- chalumeau
- klasická flétna
- hoboj
- fagot
- kontrafagot
- anglický roh

#### Klávesové nástroje
- klavichord
- cembalo
- spinet
- kladívkový klavír (fortepiano)
- varhany

#### Žestě
- buccin
- fiklejda – nahradila serpent, předchůdce tuby
- přirozená trubka
- přirozený roh
- pozoun (trombon)
- poštovní roh
- cink

#### Bicí nástroje
- bubny
- tympány
- činely
- basový buben
- vířivý buben